# Стовп'є
Стовп'є — архітектурно-археологічна пам'ятка, оборонно-культовий комплекс давньоруського часу. Розташована за 10 км на північний захід від міста Холм, у селі Стовп'є Люблінського воєводства (Польща), на лівому березі річки Гарка (притока Угерки, басейн Вісли).

## Опис
Пам'ятка є городищем (пагорб висотою 4—5 м і площею понад 400 м2), впритул до якого стоїть мурована башта-«стовп». Башта в плані прямокутна зовні (5,7x6,3 м) і кругла всередині, збереглася на висоту до 19,5 м. Мала 4 яруси, найвищий з яких становив 8-кутне в плані приміщення з апсидою й виконував функцію каплиці.
Уперше згадано в Галицько-Волинському літописі під 6712 (насправді під 1208 або 1210), коли краківський князь Лешек Білий змусив князя Олександра Всеволодича передати князю Васильку Романовичу Белз в обмін на Угровськ, Верещин (нині село Люблінського воєводства), С. та Комов (нині с. Кумув Люблінського воєводства). Невдовзі Олександр Всеволодич втратив ці «городи», бо вже 1217/18 їх відбив у того ж Лешека Білого князь Данило Романович. Поодинокі згадки топоніма Стовп'є трапляються і в історичних джерелах 14—16 ст.
2003—05 польські вчені комплексно дослідили залишки С., реконструювавши всі етапи історії цієї пам'ятки. С., судячи з усього, було зведено як фортецю на волинсько-польському прикордонні ще на рубежі 12—13 ст. волинським князем Романом Мстиславичем. Ґрунтовної перебудови С. зазнало приблизно в 1230-ті рр., одночасно зі спорудженням князівської резиденції — Холма. У цей час С. функціонує як укріплений монастир. Висловлене припущення, що на цьому етапі своєї історії С. було монастирем-резиденцією вдови Романа Мстиславича Анни, яка, згідно із джерелами, від 1220-х рр. і до самої смерті (1253/54) була монахинею. 3-й етап історії пам'ятки розпочався в 1280-ті рр., коли споруди були значно перебудовані та розширені. Саме цей період характеризується черговим загостренням взаємин між Романовичами та польськими князями. Та вже на рубежі 13—14 ст. С. зазнало руйнівної пожежі і в подальшому не відновлювалося.